# والنتینیان دوم
والنتینیانِ دوّم با نامِ واقعیِ فلاویوس والنتینیانوس (به لاتین: Flavius Valentinianus) (زادهٔ ۳۷۱ - درگذشتهٔ ۱۵ مه ۳۹۲) امپراتورِ روم از ۳۷۵ تا ۳۹۲ بود.

## زندگی
والنتینیانِ دوّم پسرِ امپراتور والنتینیان یکم و همسر دومش یوستینا بود که در ۳۷۱ در تری‌یر زاده شد. والنتینیان یکم در ۲۲ نوامبر ۳۷۵ درگذشت و پسرش گراتیان، برادر ناتنی والنتینیان دوم از همسر اولش مارینا سورا جانشین او شد. اما ۵ روز بعد، والنتینیان دوم که در آن زمان ۴ ساله بود نیز در آکوئینکوم (بوداپست امروزی) از سوی لژیون‌های مستقر در دانوب به امپراتوری رسید. این انتخاب بدون آگاهی یا مشورت دو امپراتور حاکم، گراتیان و عمویش والنس، برادر والنتینیان یکم و امپراتور روم خاوری صورت پذیرفته بود اما آن دو سرانجام والنتینیان دوم را به رسمیت شناخته و اجازه دادند تا با قیمومیت مادرش بر ایتالیا، آفریقا و ایلیریکوم فرمانروایی کند.
در ۳۸۳ گراتیان توسط یکی از سربازان ماگنوس ماکسیموس که مدعی امپراتوری شده بود کشته شد و ماکسیموس در ۳۸۷ به ایتالیا حمله کرد. والنتینیان و مادرش به تسالونیکا در یونان، قلمرو تئودوسیوس یکم که پس از کشته شدن والنس در نبرد ادیرنه، از سوی گراتیان به امپراتوری روم خاوری برگزیده شده بود گریختند و از او درخواست کمک کردند. تئودوسیوس در ابتدا موافق نبود و تنها پس از آنکه به او قول ازدواج با گالا (خواهر والنتینیان دوم) را دادند حاضر به کمک به امپراتور روم باختری شد. او در ۳۸۸ به غرب لشکر کشید، ماکسیموس را سرنگون کرد و والنتینیان دوم را بار دیگر به قدرت بازگرداند.
تئودوسیوس تا ۳۹۱ در غرب ماند و پیش از بازگشتش به شرق از آربوگاست، فرماندهٔ ارشد سپاهیانش خواست تا مراقب والنتینیان دوم و دربارش در وین در گل باشد. اما آربوگاست کنترل کامل تمام امور را در دست گرفت و باعث رنجش امپراتور جوان شد. والنتینیان دوم خواست او را برکنار نماید اما آربوگاست نامهٔ برکناری خود را گستاخانه بر زمین انداخت. مدت کمی پس از این تلاش نافرجام، والنتینیان دوم را در ۱۵ مه ۳۹۲ در کاخش در وین مرده یافتند. این احتمال وجود دارد که او خودکشی کرده باشد اما عقیدهٔ کلی بر آن است که مأموران آبروگاست، امپراتور جوان را به قتل رسانده‌اند.